# Cosmonova

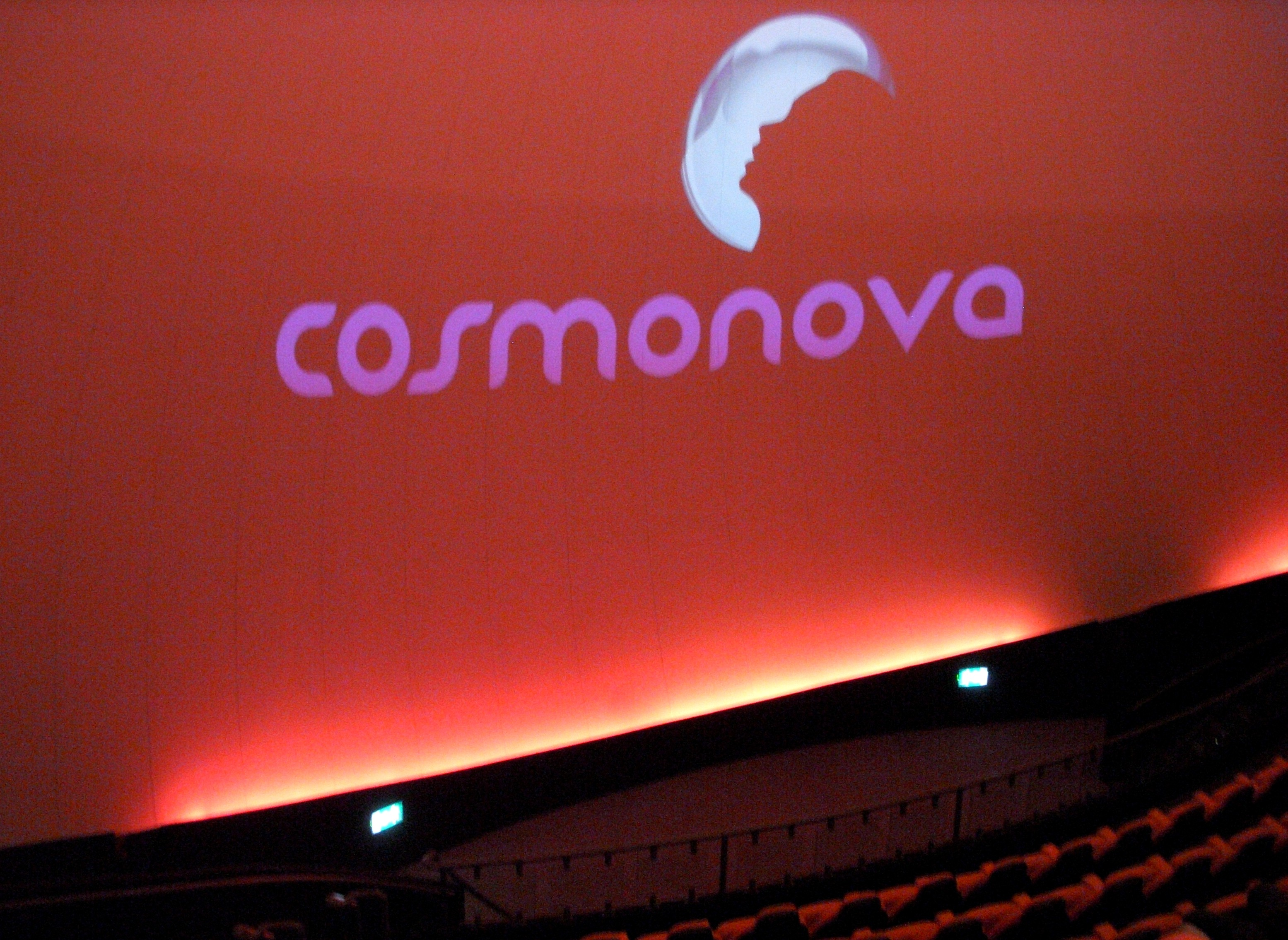
Cosmonovas salong och logotyp.

Cosmonova, även kallad Planetariet Cosmonova, är en kombinerad IMAX-biograf och ett av Europas främsta planetarier. Cosmonova är ett annex till Naturhistoriska riksmuseet belägen i Frescatiområdet i Stockholm. År 2008 uppgraderade Cosmonova sin planetarieteknik till så kallad "fulldome video". Samtidigt introducerades digital 3D. Basen i filmutbudet är föreställningar inom naturvetenskap.

## Byggnaden
Cosmonovas byggnad uppfördes mellan 1990 och 1993 på Naturhistoriska riksmuseets norra sida. Huset är en tolvhörnig tegelbyggnad som ansluter till museets tunga tegelarkitektur. Tillbyggnaderna har projekterats av Uhlin & Malm Arkitektkontor AB och ritats av Georg Miskar och Jim Forsberg (Cosmonova). Cosmonovas kupol har en total yta på 760 m², den mäter 23 meter i diameter och är tillverkad av perforerad aluminiumplåt. Perforationen släpper igenom ljud och säkerställer ventilationen. Salongen är utformad med en mycket brant lutning och har 262 platser. Från entréhallen kan man genom glasade väggar se in i maskinrummet.

## Teknik vid filmvisning
Ljudsystemet består av ett sexkanalssystem med bandbredd från  20 Hz ända upp till 20 000 Hz. Den totalt matade effekten till högtalarna kan uppgå till 15 200 Watt. Cosmonovas filmprojektor är en vattenkyld IMAX-projektor av typ "IMAX® Dome/Omnimax®" som använder det största filmformat som existerar, IMAX 70 mm.  Det är 10 gånger större än vanlig 35 mm biograffilm. Filmrullarna förvaras liggande i maskinrummet och filmremsan matas som en lång slinga upp genom maskinrummets tak till projektorn och tillbaka igen. Den projicerade bilden täcker hela synfältet hos en besökare. Som ljuskälla tjänar en 15 kW xenonlampa. 
Många spelfilmer konverteras idag till IMAX-format, ibland med inslag av scener producerade direkt i formatet. Dessa filmer är avsedda enbart för IMAX på platt duk. Att visa dessa på en kupol skulle ge många oönskade bieffekter i form av bildförvrängningar. Dessutom skulle alla rörelser överdrivas och ge åksjuka. En spelfilm på 2 timmar är också nästan 15 kilometer lång och kräver speciella filmtallrikar för att kunna spelas utan pauser.
Vid 3D-visningar utnyttjas inte hela kupolen utan ett fält på 17 meters bredd. Som projektor används två digitala "Christie CP2000 ZX" projektorer som kan återge drygt 35 biljoner färger och har ett kontrastomfång som är större än 2000:1. För att kunna uppfatta 3D-effekten måste besökarna bära speciella glasögon.

## Teknik vid planetarieföreställningar
Cosmonova kan visa egna eller inköpta astronomiska planetarieföreställningar. För projektionen används sex högupplösta "Projectiondesign™ F30 sxga+ DLP™" projektorer. Av de sex projektorernas enskilda bilder skapas sedan en sammanhängande bild genom en digital process, totalt blir det över 6 miljoner bildpunkter på kupolen. Projektorerna kan återge drygt 1 miljard färger och har ett kontrastomfång som är större än 7500:1. Som ljuskälla tjänar två halogenlampor på 300 Watt per styck.

## Bilder

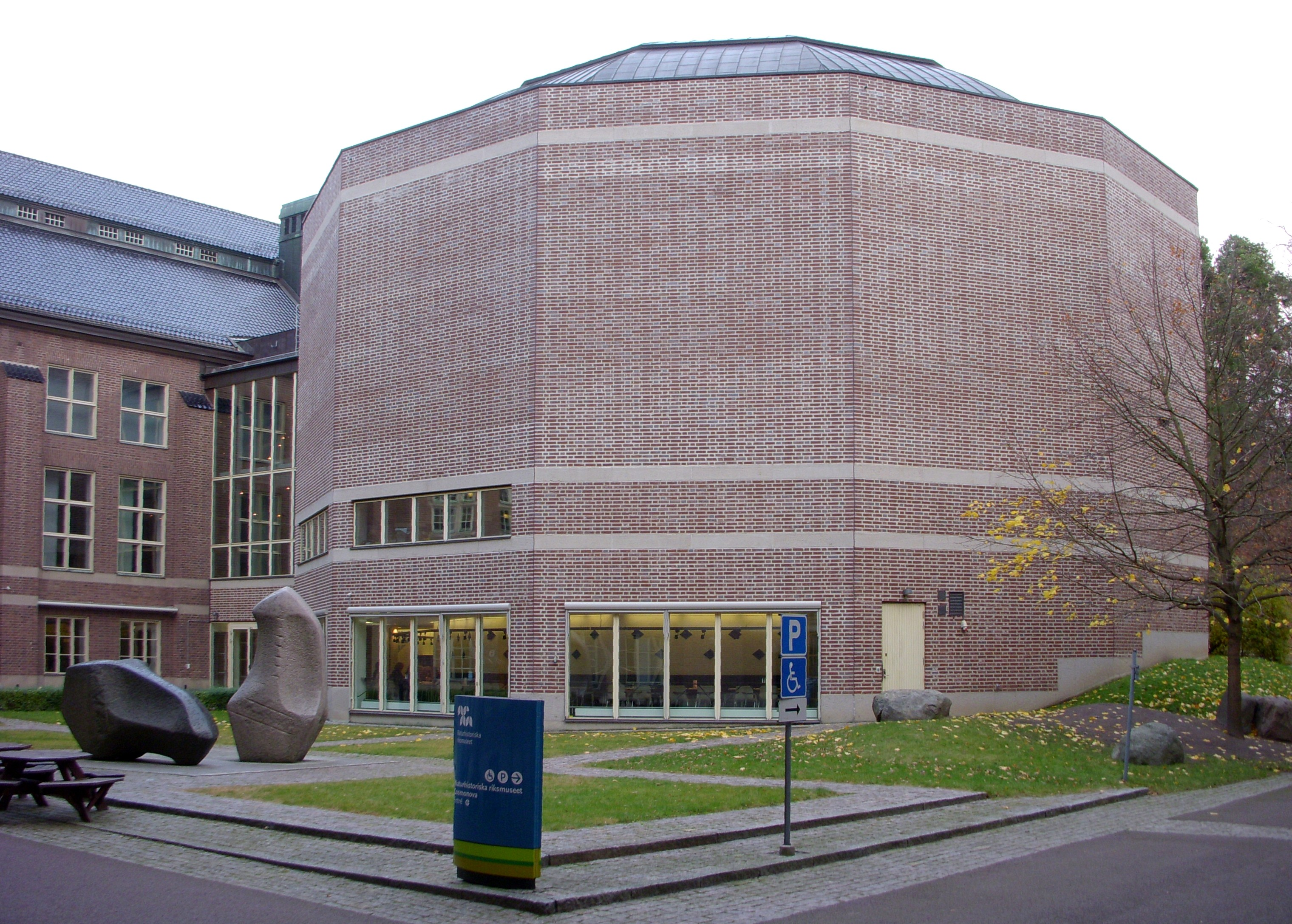
Byggnaden
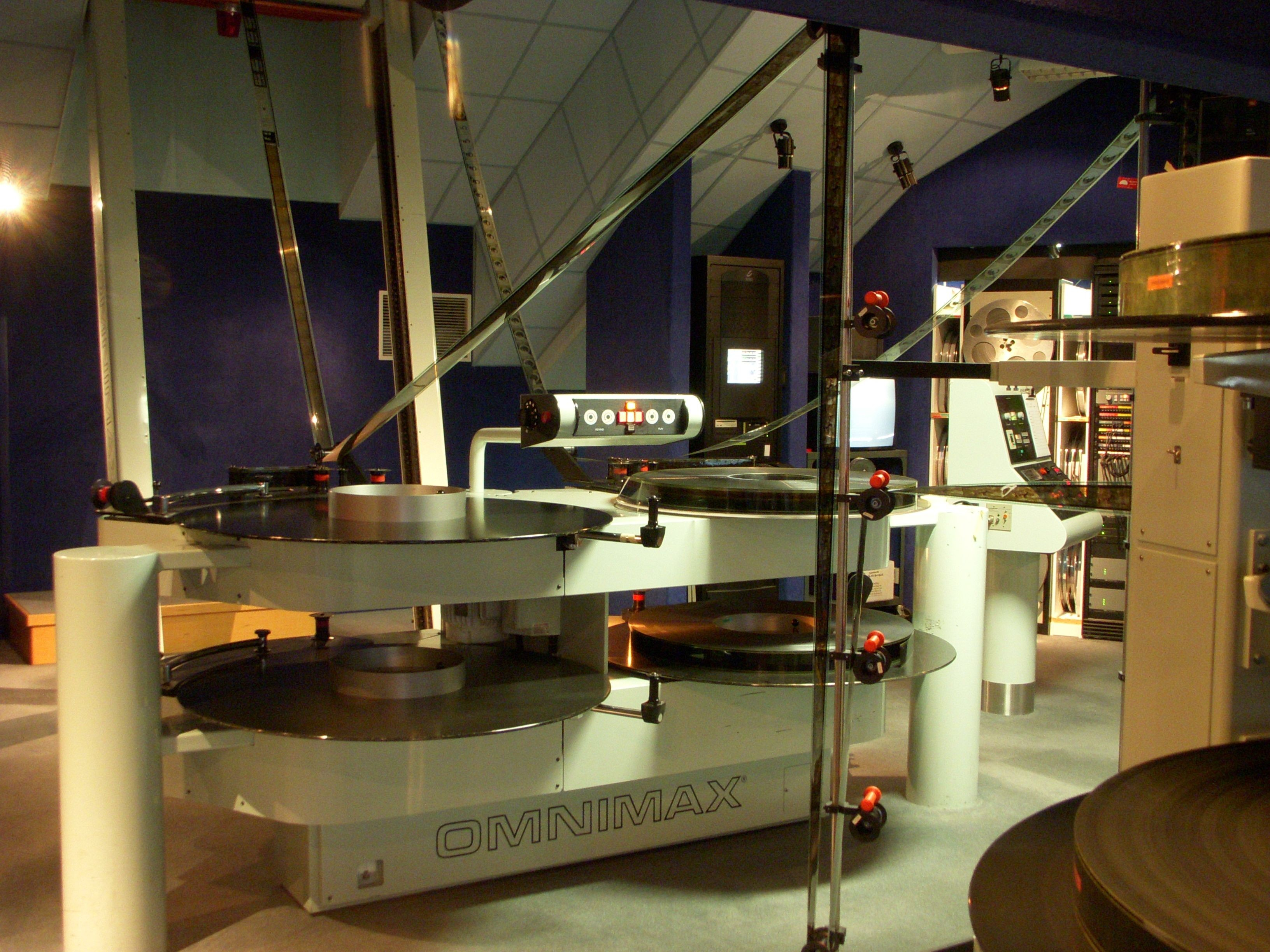
Maskinrummet
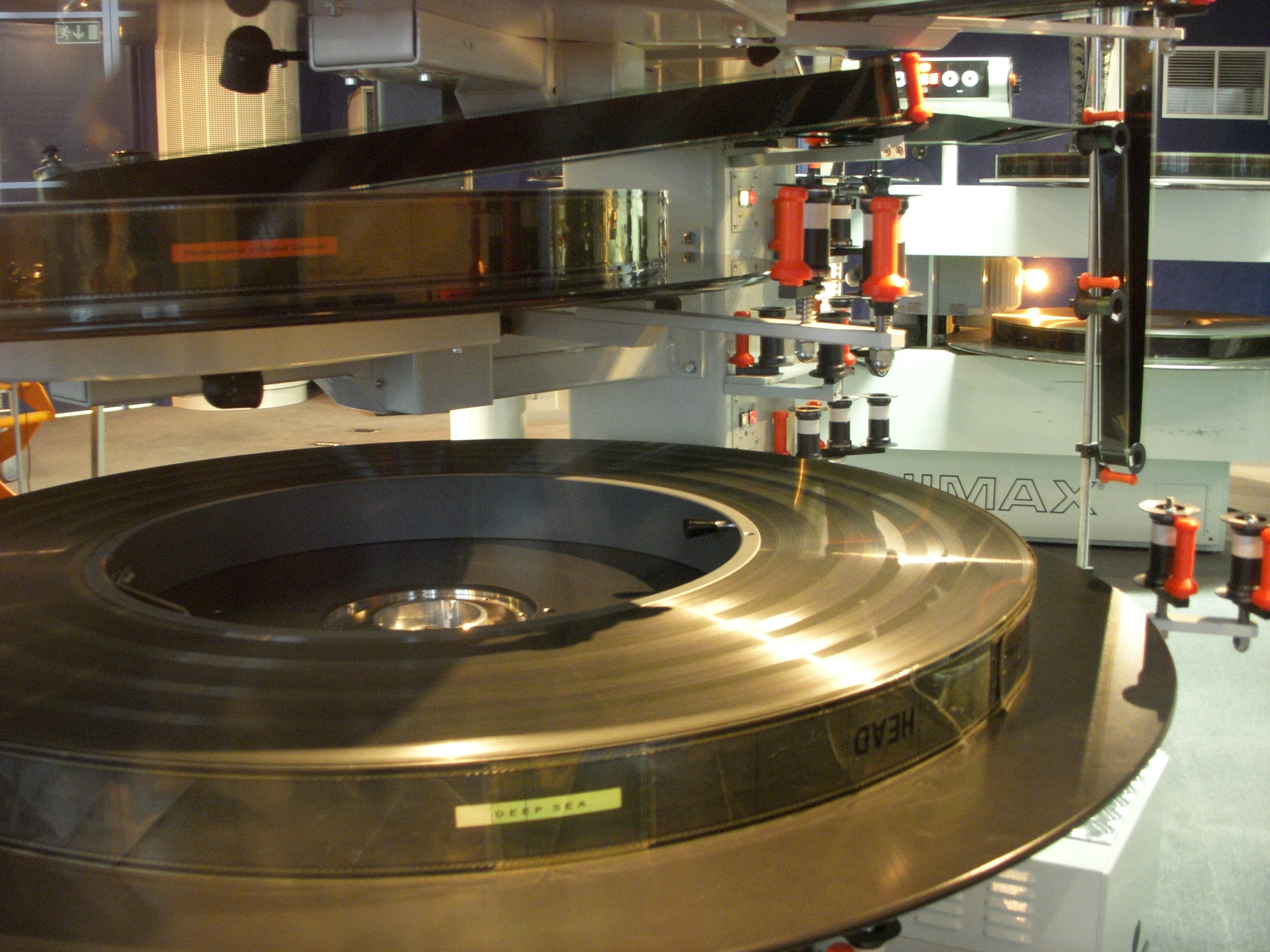
En 70 mm filmrulle, s.k. "kaka"
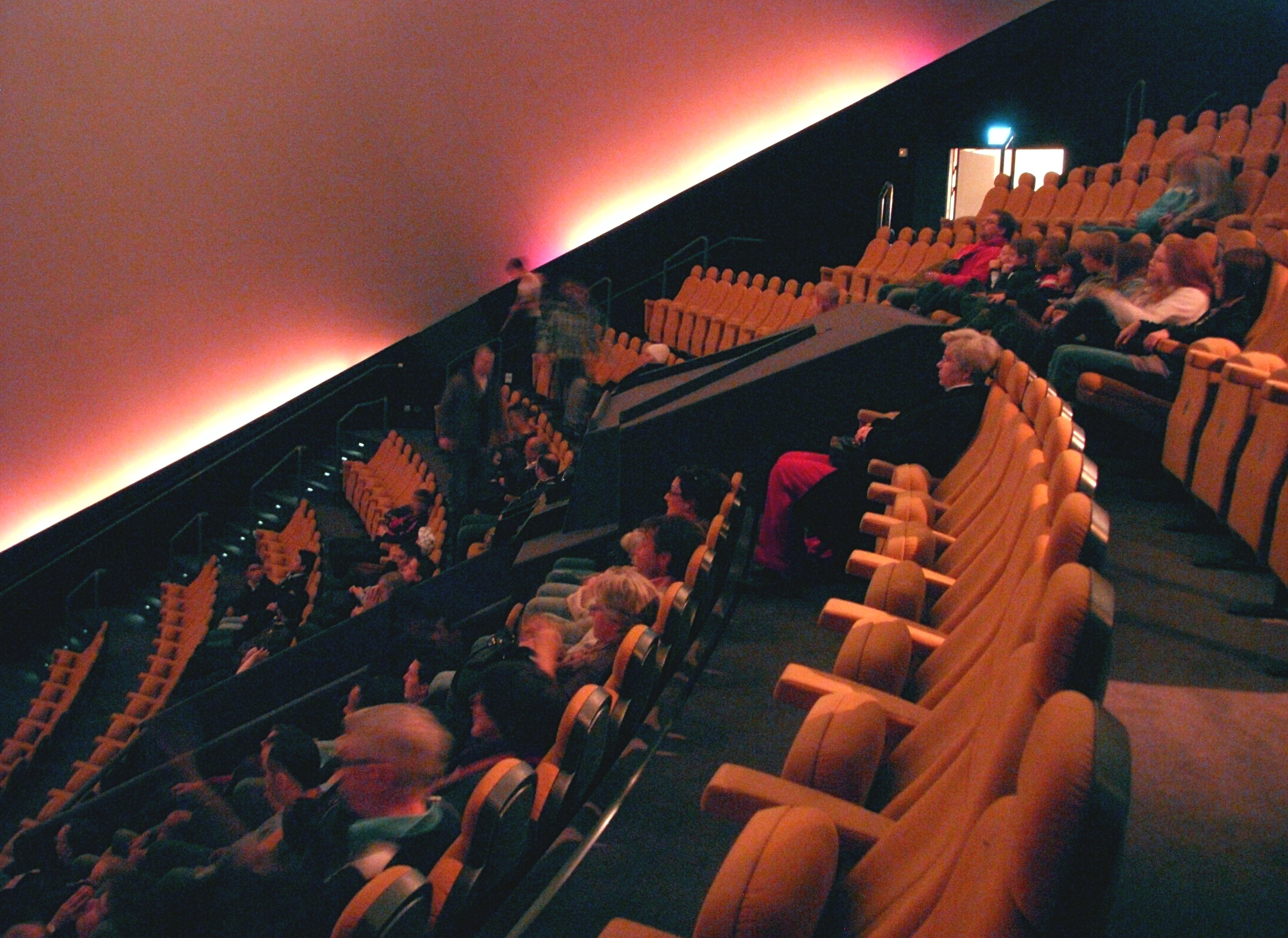
Salongen

### Fotnoter
1. ↑  Byggnaden - Naturhistoriska riksmuseet Arkiverad 2 februari 2014 hämtat från the Wayback Machine.
2. ↑  Pressrelease: Cosmonovas installation av ny digital 3D-teknik klar